# Film o pankach
Film o pankach – polski dokumentalny film muzyczny w reżyserii Mariusza Trelińskiego, prezentujący subkulturę punkową na początku lat osiemdziesiątych, represjonowaną przez ówczesną władzę Polski. W filmie przedstawiona jest próba wywiadu oraz wypowiedzi muzyków zespołu Dezerter. Pokazane są też fragmenty koncertu zarejestrowane podczas festiwalu w Jarocinie, który odbył się w 1983 roku.

## Nagrody
- 1984 Sosnowiec (Konfrontacje Etiud PWSFTviT i WRiTv UŚ) – wyróżnienie w kategorii filmów dokumentalnych